# Calcia il barattolo
Calcia il barattolo è un gioco della tradizione dei bambini da giocare all'aperto ed in gruppi numerosi.

## Regole
Le regole del gioco sono molto semplici, ma le meccaniche dello stesso possono rivelarsi complesse. Si inizia scegliendo chi "sta sotto", e chi calcerà il barattolo. Il "calciatore" designato dovrà cercare di lanciare il più lontano possibile il barattolo (solitamente in zone non immediatamente accessibili a chi "sta sotto"). Il bambino che sta sotto deve recuperare il barattolo il più velocemente possibile e riportarlo nel luogo iniziale. In questo lasso di tempo gli altri bambini non possono essere eliminati dal gioco. Quando il barattolo è tornato alla "tana", inizia la seconda parte del gioco. Scopo di chi sta sotto è eliminare gli altri bambini semplicemente al tocco. Lo scopo di chi si nasconde è riuscire a far cadere il barattolo, decretando così la sconfitta di chi sta sotto.

### Varianti
Come tutti i giochi di bambini, anche calcia il barattolo ha sviluppato col tempo numerose varianti. Una è la cosiddetta "Palla Barattolo" che si gioca ad Avellino: al posto del barattolo vi è un pallone e lo scopo di chi si nasconde è riuscire a calciarlo il più lontano possibile, facendo rientrare in gioco chi è stato eliminato e ricominciando, di fatto, la "partita". In altre nazioni chi sta sotto deve contare fino a cento, pertanto il barattolo non viene inizialmente calciato.

## Impatto culturale
L'espressione "calciare il barattolo" è usata in ambito politico per indicare la volontà di posticipare il più a lungo possibile un problema, ignorandone la portata e le conseguenze. Non si riferisce direttamente al gioco in sé, ma alla frase di Paul Ryan: "We will not duck the tough issues. We will not kick the can down the road".
Calcia il barattolo è il tema portante dell'episodio omonimo del 1962 de Ai confini della realtà e nel film tratto dalla serie del 1983 diretto da Steven Spielberg.
Nel documentario del 2010 della PBS New York Street Games si fa riferimento a calcia il barattolo.